# رائحة الفراولة (مسلسل)
رائحة الفراولة (بالتركية: Çilek Kokusu)‏ (صدفة بالدبلجة العربية)، هو مسلسل تركي كوميدي رومانسي، أنتج في 24 أبريل 2015، وعرض على قناة ستار تي في وانطلق عرضه على شاشة إم بي سي 4 في 10 يوليو 2016، وانتهى في 27 نوفمبر 2015. وهو من بطولة: ديميت اوزدمير، يوسف جيم، إيكين ميرت دايماز، مينا توغاي، ماهر جون شيراي، لاتشين جيلان، مراد باش أوغلو، جوزدا كايا، زينب توتشا بايات.

## قصة المسلسل
أصلي ( أسيل بالنسخة العربية ) فتاة تعمل في متجر لصنع الحلويات تلتقي صدفة بالشاب المغرور براق ( مراد بالنسخة العربية ) عدة مرات المرة الأولى عندما كاد أن يدهسها بسيارته والثانية عندما تلتقي به في المطار ويركبان نفس الطائرة المتوجهة إلى بودروم ويظنان أنهما لن يلتقيا مجددا .
تصل أصلي إلى الفندق في بودروم الذي ستعمل به لتكتشف فيما بعد أنه ملك لعائلة براق ويتفاجئ هو أيضا بتواجدها هناك ويظن أنها مزحة أو أن أصلي تلاحقه . لاحقا تذهب أصلي هي وصديقتها غونجا (روزا بالنسخة العربية ) إلى البار وتتفاجئ أصلي بتواجد براق هناك، تتعرض صديقتها إلى مضايقة من أحد الرجال فتضربه أصلي بقنينة زجاجية على رأسه وتهرب هي وبراق من البار
و تنشر صورة أصلي مع براق في الصحف ويظن الجميع أنها حبيبته فيطلب من أصلي أن تنقذه من خطيبته شاغلا ( شادية بالنسخة العربية ) وذلك بأن تقوم أصلي بتمثيل دور حبيبة ابن عمه الوسيم فولكان﴿مروان بالنسخة العربية ﴾التي هي أصلا معجبة به فتوافق على ذلك، يعود الرجل للانتقام بعد ما حدث معه في البار فيهرب براق وأصلي معا على متن قارب ليصل إلى مدينة بعيدة عن بودروم ( ديتشا ) لتحدث معهم مغامرات عديدة ويتشاجران عدة مرات على أشياء تافهة ويبدأ براق بالإعجاب بأصلي، لاحقا تبدأ أمل والدة أصلي العمل كطباخة في منزل عائلة براق وتنتقل لسكن في منزلهم وتتفاجئ أصلي برؤيتها براق في ذلك المنزل والتي كانت تظن أنها لن تراه أبداً مرة أخرى ...... فولكان بدأ علاقته مع أصلي كمزحة ثقيلة وتمثيل لكن يقع في حبها بالفعل فيحاول مساعدتها فيدبر لها عمل هي وصديقتها غونجا في نادي تملكه العائلة ويتم تعيين براق مديرا لذلك النادي فيلتقي مع أصلي بصفة مستمرة ويزداد حبه لها . و يخبر براق أصلي بمشاعره ... تكتشف شاغلا كذبة براق وخيانته لها مع أصلي فتخبر أصلي أنها مجرد لعبة عنده وأنه يمتع نفسه بها .. و تحاول شاغلا الانتقام ..... كذلك يتعرض براق للتعنيف بسبب شاغلا من قبل عدوه اللدود غني ( هاني بالنسخة العربية ) كما تقوم شاغلا بسرقة تصاميم أصلي وتنسبها لِنفسِها في المسابقة الفائز فيها يحصل على جائزة مالية وتفوز شاغلا بالمسابقة بتصاميم ليست لها وتفشل أصلي في الحصول على المال التي كانت تنوي شراء منزل به
كما تخطط مع ابن عمه فولكان لتفرقتهم عن بعضهم فتفضح شاغلا أصلي في حفلة وأمام عائلة براق بأنها حبيبته وابنة سيدة أمل فتقوم سيلدا والدة براق بطردهم من منزلها فتبتعد أصلي عن براق وتحدث بينهم عدة مشاكل ولكن كل شيء يحل في النهاية وتتزوجه

## روابط خارجية
- رائحة الفراولة على موقع IMDb (الإنجليزية)
- رائحة الفراولة على موقع قاعدة بيانات الأفلام العربية
- رائحة الفراولة على موقع كينوبويسك (الروسية)
- رائحة الفراولة على موقع قاعدة بيانات الفيلم (الإنجليزية)